# Burg Vogelbühel
Die Burg Vogelbühel, auch vordere Veste Matrei genannt, ist eine abgegangene Höhenburg im Gebiet der Gemeinde Matrei am Brenner im Bezirk Innsbruck-Land von Tirol.

## Geschichte
Diese Burg ist die älteste Anlage der einstmals in dieser Gegend vorhandenen drei Burgen, zu denen auch die Burg Trautson und die Burg Raspenbühel gehörten. Sie wurde in der zweiten Hälfte des 12. Jahrhunderts errichtet und lag auf dem mittleren und kleinsten Berg dieser wehrhaften Anlagen, welche eine talsperrende Funktion besaßen.
Auf dieser Burg saßen Andechser Ministeriale, von denen 1209 erstmals Eberhard, Konrad und Hagen von Matrei erwähnt werden. Über die Grafen von Andechs wurde wegen ihrer angeblichen Beteiligung an dem Mord des Königs Philipp von Schwaben die Reichsacht ausgesprochen und sie mussten ihre Lehen im Unterinntal an den Bischof von Brixen abtreten. Neuer Lehensträger der Grafschaft Unterinntal wurde Herzog Ludwig von Bayern; dieser verlieh die Burg an Heinrich von Neiffen, einem nahen Verwandten des Brixener Bischofs Bertold von Neifen. Im Zuge des Machtkampfes um die politische Oberhoheit im Wipptal und im Eisacktal zwischen dem Brixener Bischof und des Grafen Albert III. von Tirol wurde die Burg 1221 von Heinrich von Matrei, einem Gefolgsmann des Albert, besetzt. Allerdings musste dieser im Friedensvertrag von 1221 den turris in Castro Matrei dem Heinrich von Neiffen zurückgeben.
In Folge diese Auseinandersetzung ließ Graf Albert eine weitere Burg errichten, die er dann als Lehen an seine Dienstmannen vergab. Der Bischof von Brixen konnte aber 1227 eine rechtliche Teilung der Dienstmannen von Matrei erwirken und so die vordere Veste Matrei 1232 (nach Aufhebung der Reichsacht) wieder an die Grafen von Andechs verleihen. Graf Otto I. von Andechs-Meranien († 1234) hatte dann Rüdiger von Matrei damit belehnt. Nach dem Tod des Ottos erscheinen in der Folge nur mehr Ministeriale des Grafen Albert III. hier auf, so dass davon auszugehen ist, dass beide Burgen in tirolischer Hand waren (obwohl Graf Albert erst 1248 rechtmäßig mit der Grafschaft Unterinntal belehnt wurde). Als Burgmannen können wieder Heinrich von Matrei und danach seine gleichnamigen Söhne angenommen werden. Diese verloren aber wegen des Ausbaus der hinteren Veste, der Burg Trautson, das Interesse an dieser Burg.

## Burg Vogelbühel heute
Reste von Tongefäßen machen eine kontinuierliche Besiedlung von der mittleren Bronzezeit bis in das Mittelalter wahrscheinlich. Am Südhang des Vogelbühels wurde ein ausgedehntes Brandgräberfeld des ausgehenden 2. und des 1. Jahrtausends vor Christus freigelegt. Den Namen erhielt der Hügel von einer aufgelassenen Vogeltenne. Von der einstigen Burg Vogelbühel ist heute nur noch ein regelmäßig geformter Pyramidenstumpf zu erkennen, der auf einen künstlichen Hügelaufbau hinweist. Archäologische Funde von der Burg wurden bislang nicht gemacht.